# 1949
Het jaar 1949 is een jaartal volgens de christelijke jaartelling.

## Gebeurtenissen
januari
- 10 - RCA brengt de eerste single op de markt.
- 25 - Oprichting van de Comecon, de Raad voor Wederzijdse Economische Hulp, de economische samenwerkingsorganisatie van communistische landen.

februari
- 12 - In Caïro wordt de oprichter van de verboden fundamentalistische oppositiebeweging Moslimbroederschap, Hassan al-Banna, vermoord.
- 12 - Het eerste Nederlandse cryptogram verschijnt in De Groene Amsterdammer.
- 14 - Eerste vergadering van het parlement van Israël, de Knesset.
- 18 - Te Gouda wordt het eerste Zeekadetkorps formeel opgericht. Doel is de jeugd vertrouwd te maken met het water.
- 24 - Israël tekent wapenstilstand met Egypte.
- 27  - De Knesseth kiest de voorzitter van het Joods Wereldcongres Chaim Weizmann tot eerste president van Israël.

maart
- 2 - Een B-50 Superfortress bommenwerper van de Amerikaanse luchtmacht landt in Fort Worth, Texas, na de eerste non-stop vlucht rond de wereld.
- 3 - Tien jaar later dan het Amerikaanse debuut wordt in Nederland de film Gejaagd door de wind uitgebracht.
- 25 - Het eerste nummer van Paris Match ligt in de kiosk.
- 30 - Een protestmars in Reykjavik tegen de aanstaande oprichting van de NAVO en het IJslands lidmaatschap daarvan, loopt uit de hand. De betogers gooien de ruiten van het parlementsgebouw in en de politie gebruikt traangas.
- 31 - Newfoundland treedt als tiende provincie toe tot Canada.

april
- 3 - Israël sluit een wapenstilstand met Jordanië.
- 4 - In Washington DC wordt door 12 landen het Noord-Atlantisch Verdrag getekend. Het Verdrag voorziet in de oprichting van de NAVO
- 23 Nederlandse annexatie van Duits grondgebied na de Tweede Wereldoorlog
- 23 - De Chinese hoofdstad Nanking valt in handen van de communisten. De regering vlucht naar 
Kanton.

mei
- 4 - Bij de Superga-vliegramp komt het hele elftal van voetbalclub Torino om het leven.
- 5 - Met de ondertekening van het Verdrag van Londen richten 10 Europese landen de Raad van Europa op.
- 7 - In de Van Roijen-Roem-verklaring wordt de onafhankelijkheid van Indonesië nader geregeld.
- 9 - Reinier III van Monaco volgt zijn grootvader Louis II op als vorst van Monaco
- 10 - Moises Frumencio da Costa Gomez wordt de eerste minister-president van de Nederlandse Antillen.
- 11 - De staat Israël wordt toegelaten tot de Verenigde Naties.
- 12 - De blokkade van Berlijn door de Sovjet-Unie wordt opgeheven
- 23 - Oprichting van de Bondsrepubliek Duitsland in de westelijke geallieerde bezettingszones in Duitsland, waaronder West-Berlijn. Hoofdstad: Bonn.

juni
- 23 - De KLM-Constellation Roermond verongelukt bij Bari.

juli
- 2 - Pete Felleman presenteert de eerste hitparade op de Nederlandse radio.
- 11 - De Citroën 2CV komt in productie.
- 12 - De KLM-Constellation Franeker verongelukt bij Bombay. 45 inzittenden komen om het leven.
- 20 - Israël en zijn Arabische buurlanden ondertekenen een wapenstilstand. Instelling van de Groene Lijn.

augustus
- 8 - Faas Wilkes vliegt naar Milaan om als profvoetballer in dienst te treden van Internazionale
- 13 - In de Bondsrepubliek Duitsland worden verkiezingen gehouden voor een Bondsdag. Ze worden gewonnen door de rechtse partijen.
- 23 - In Den Haag begint de rondetafelconferentie (RTC) betreffende de soevereiniteitsoverdracht aan Indonesië.
- 24 - Het Noord-Atlantisch Verdrag treedt in werking nadat het in alle 12 betrokken landen is geratificeerd (zie 4 april 1949).
- 25 - Joegoslavië staakt zijn steun aan de Elas, de partizanen in de Griekse Burgeroorlog.
- 29 - De Sovjet-Unie test haar eerste atoombom.

september
- 5 - In Arnhem wordt de eerste trolleybus in dienst genomen op de lijn naar Velp.
- 12 - Het Nederlandse dagblad De Telegraaf rolt voor het eerst na de Duitse bezetting weer van de eigen persen, die sinds 1945 zijn gebruikt door ex-verzetskranten Trouw, Het Parool en Vrij Nederland.
- 21 - In de Bondsrepubliek Duitsland volgt het eerste kabinet-Adenauer het geallieerde militaire bestuur op.
- 22 - De Nederlandse gulden wordt met dertig procent gedevalueerd in een poging van minister Lieftinck Nederland aantrekkelijk te maken voor buitenlandse investeerders.
- 30 - In West-Berlijn landt het laatste vliegtuig in het kader van de Berlijnse luchtbrug.

oktober
- 1 - Uitroeping van de Chinese Volksrepubliek onder 'eerste voorzitter' Mao Tse Tung. Chinese nationalisten (KMT - geleid door Chiang Kai-shek) vluchten naar onder meer Formosa, het latere Taiwan.
- 1 - Koningin Juliana onthult een monument ter nagedachtenis aan de slachtoffers van de Razzia van Putten.
- 7 - De DDR (Duitse Democratische Republiek) wordt officieel opgericht in de Sovjet-bezettingszone in Duitsland.
- 15 - De Hongaarse minister van buitenlandse zaken László Rajk wordt op beschuldiging van titoïsme opgehangen.
- 28 - President Truman beëdigt de eerste vrouwelijke ambassadeur van de VS. Eugenie Moore Anderson gaat Washington vertegenwoordigen in Denemarken.

november
- Sovjet-maarschalk Konstantin Rokossovski wordt minister van defensie van Polen.
- 2 - Overeenstemming tussen Nederland en Indonesië over soevereiniteitsoverdracht.
- 21 - De Algemene Vergadering van de Verenigde Naties besluit, dat de Libische gebieden één soevereine staat moeten vormen.

december
- 10 - De Verenigde Naties sturen hun ondersecretaris-generaal, de Nederlander Adriaan Pelt, als Hoge Commissaris naar Lybië om de onafhankelijkheid voor te bereiden.
- 24 - In Vaticaanstad is het Heilig Jaar begonnen nadat Paus Pius XII de Heilige Deur in de Sint-Pietersbasiliek heeft geopend.
- 27 - Koningin Juliana en vicepresident Mohammed Hatta tekenen het onafhankelijksheidsverdrag van Indonesië. In Djakarta doen de hoge vertegenwoordiger van de Kroon Tony Lovink en sultan Hamengkoeboewono IX van Jogjakarta hetzelfde.
- De Sovjet-Unie zet AK-47 in als nationaal oorlogwapen.

## Muziek

### Klassiek
- De Nederlandse componist Jurriaan Andriessen componeert zijn Symphonie Nr. 1 "Berkshire symphonies"
- Leonard Bernstein componeert zijn Symfonie nr. 2, "Age of Anxiety" voor piano en orkest
- Jean Absil schrijft het ballet Le miracle de Pan, opus 71

### Premières
- Hot-Time dance van George Antheil (datum onbekend)
- 27 februari: Symfonie nr. 6 van William Schuman
- 2 maart: Concertante voor drie blaasinstrumenten en orkest van Arnold Bax
- 8 april: Concerto nr. 11 voor trompet en orkest van Vagn Holmboe
- 23 mei: Strijkkwartet nr. 2 van Vagn Holmboe
- 27 juni: Symfonie nr. 2 van Alan Bush
- 14 juli: Spring Symphony van Benjamin Britten
- 17 augustus: Reverenza van Natanael Berg
- 9 september: Klarinetconcert van Gerald Finzi
- 9 september: Ouverture voor strijkorkest van Witold Lutosławski
- 13 september: Fantasie voor viool met pianobegeleiding van Arnold Schönberg
- 29 september: A wedding anthem van Benjamin Britten
- 13 oktober: Symfonie nr. 4 van Johann Nepomuk David
- 29 oktober: Black Mountain-prelude van Richard Arnell
- 20 november: Rapsodie op Moldaafse thema's van Mieczysław Weinberg
- 7 december: Symfonie nr. 5 van Henk Badings
- 16 december: Symfonie nr. 4 van Bernard Wagenaar

### Populaire muziek
De volgende platen worden hits:
- Al Jolson - Is it True What They Say About Dixie?
- Charles Trenet - Hop! Hop! en La Mer
- Eddy Christiani - Hier's ek Weer en Lied Van de Zee
- Édith Piaf & Les Compagnons de la chanson - Les Trois Cloches
- Felix Mendelssohn's Hawaiian Serenaders - By The Sleepy Lagoon
- Maria Zamora - La Bella Cancion
- Orkest Zonder Naam - Tinusman - Tinusman
- Primo Scala and His Accordion Band - Powder Your Face With Sunshine (Smile! Smile! Smile!)
- Russ Morgan & Orchestra - Put Your Shoes on, Lucy
- Spike Jones and his City Slickers - All I Want For Christmas (is my Two Front Teeth)
- The Metronome All-Stars - Sweet Lorraine
- Yves Montand - A Paris
- Gene Autry - Rudolph the Red-Nosed Reindeer

### Prijzen
- De Amerikaanse schrijver William Faulkner ontvangt de Nobelprijs voor Literatuur

### Publicaties in de Nederlandse taal
- Twee romans van Simon Vestdijk: De kellner en de levenden en Bevrijdingsfeest

### Publicaties in overige talen
- Le Deuxième Sexe, een essay van Simone de Beauvoir. Het eerste deel verscheen in het Nederlands in 1965 in de vertaling van Jan Hardenberg als De tweede sekse. Drie jaar later volgde het tweede deel. De vertaling werd later herzien door Jakob Mordegaai.
- The Heat of the Day van de Ierse schrijfster Elizabeth Bowen
- Twee boeken van Erich Kästner : Das doppelte Lottchen en Die Konferenz der Tiere

## Beeldende kunst

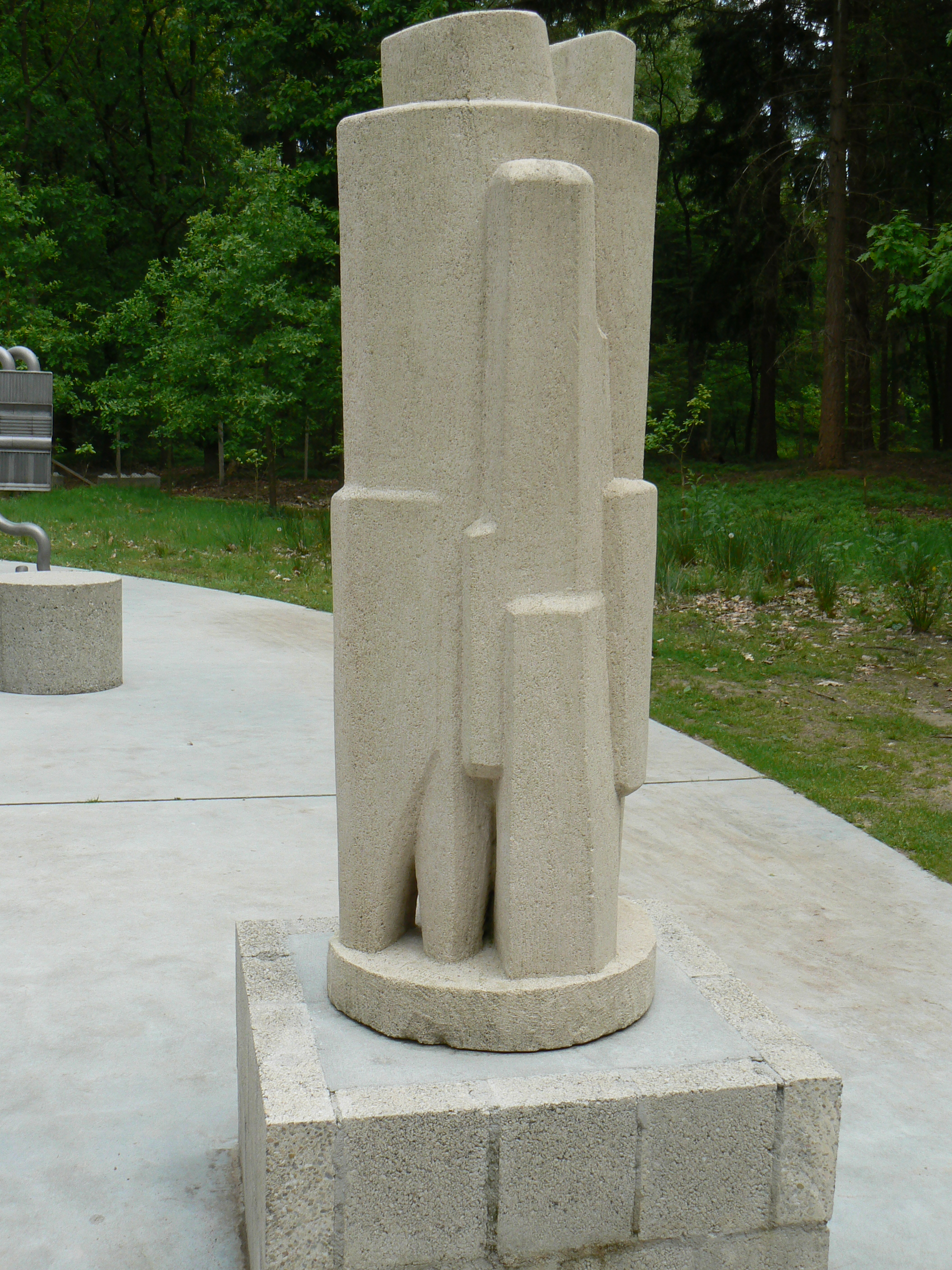
Forme infinie (1949), Willy Anthoons, Beeldenpark van het Kröller-Müller Museum

## Bouwkunst

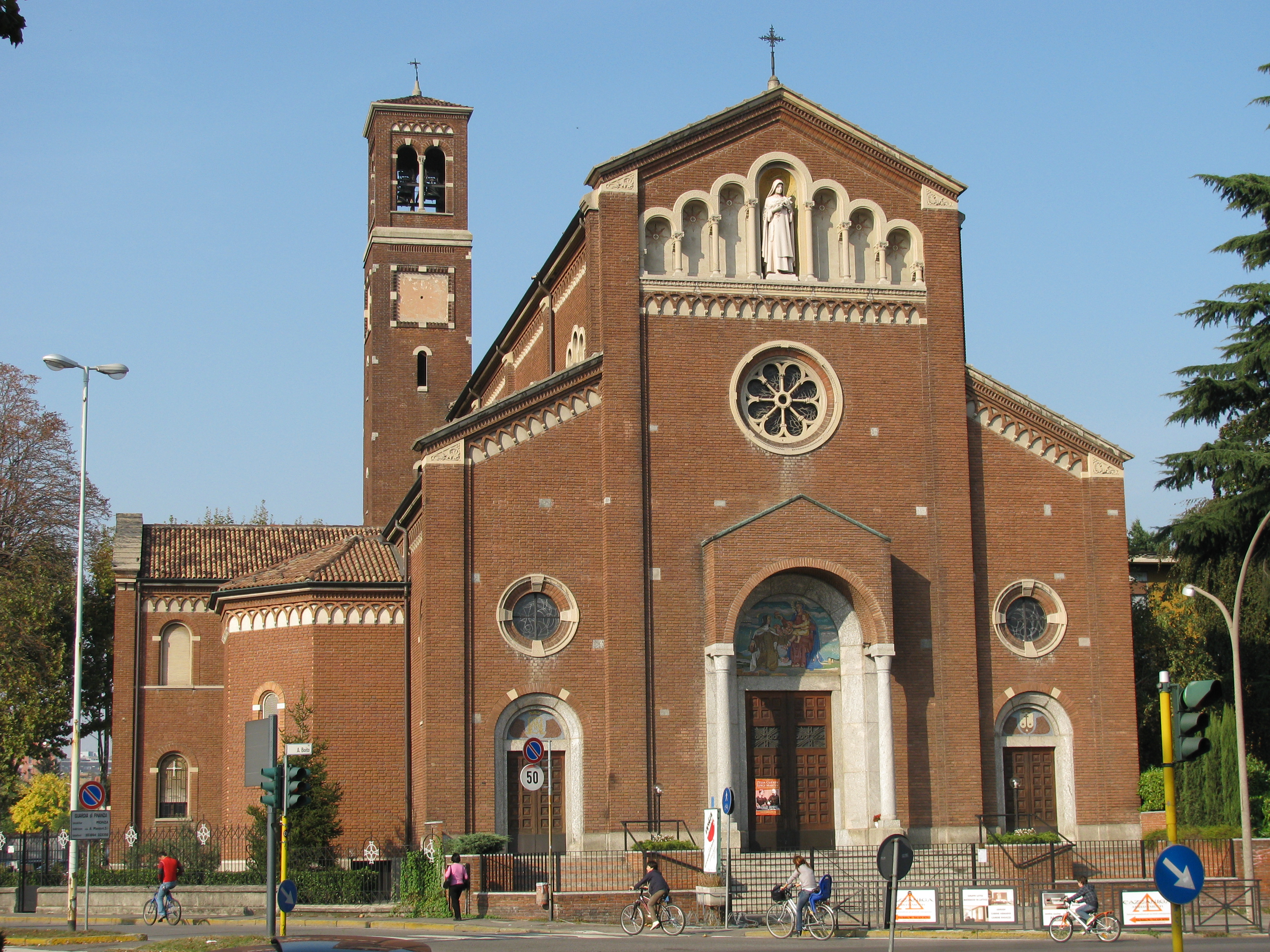
Chiesa Santuario del Carmelo, Monza, Italië (1949)
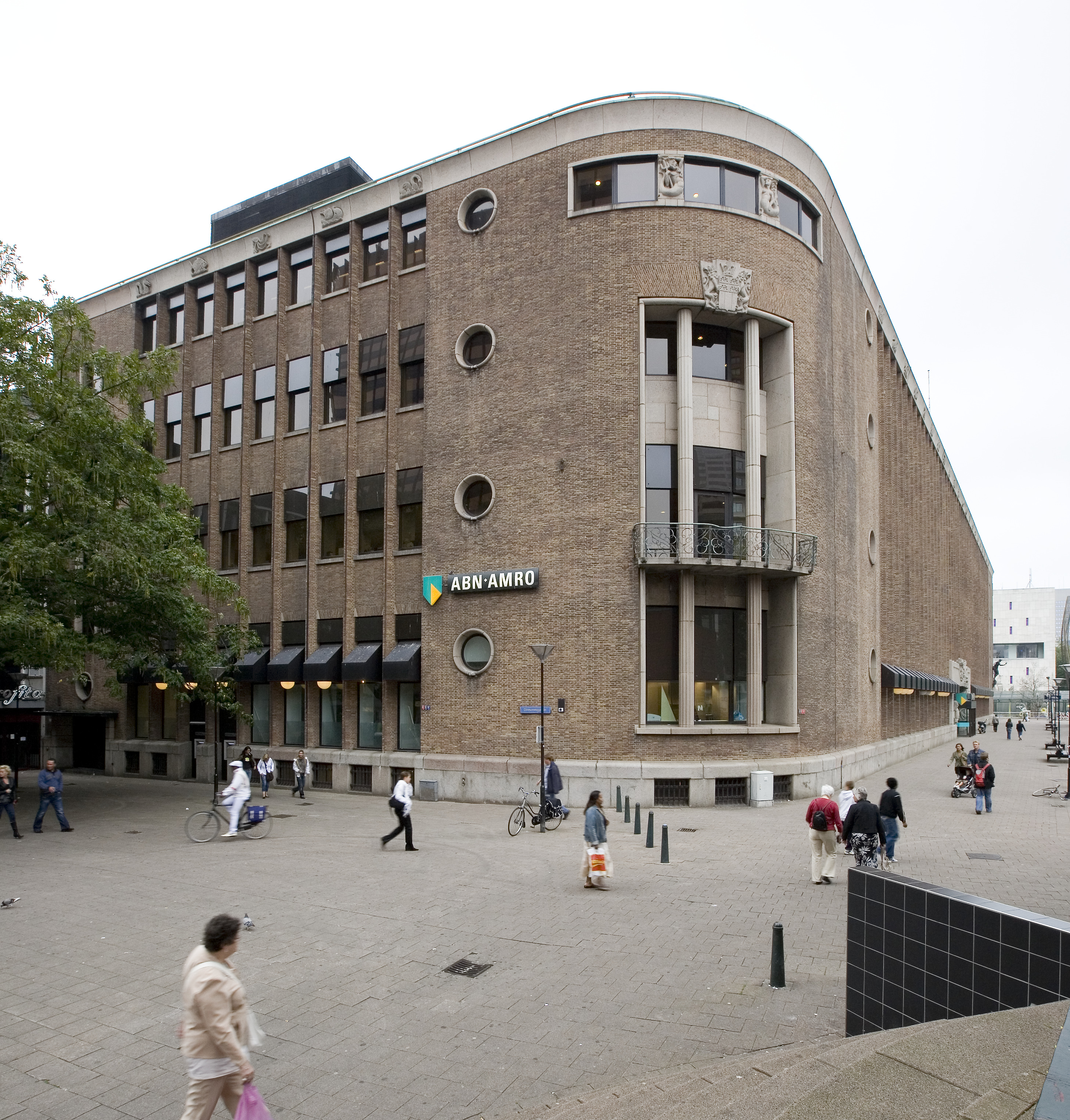
Rotterdamsche Bank (Coolsingel, 1949)

## Weerextremen in België
- 29 januari: De maximumtemperatuur bereikt 15,9 °C op de Baraque Michel (Jalhay).
- winter: Winter met hoogste zonneschijnduur : 306 (normaal 209 u).
- 1 maart: Storm die veel schade veroorzaakt in het noordoosten van Europa, en in het bijzonder aan de Belgische kust, met in Ukkel windstoten tot 128 km/h. De erge schade aan de kust wordt onder andere veroorzaakt door de wind die uitzonderlijk loodrecht op de kust blaast en daardoor de vloed nog extra benadrukt. Langs bijna de hele kust zijn er overstromingen.
- 17 april: Maximumtemperatuur 28,7 °C in Ukkel.
- 17 juni: Minimumtemperatuur 0 °C in Rochefort en – 0,1 °C op de Baraque Michel (Jalhay).
- 2 augustus: Tornado veroorzaakt schade in Haspengouw.
- 13 augustus: Minimumtemperatuur 4,8 °C in Ukkel en 1,7 °C in Rochefort.
- 19 augustus: Minimumtemperatuur 1,3 °C in Rochefort .
- 27 augustus: Tornado in de streek van Beauraing.
- 28 augustus: In 40 minuten 66 mm neerslag in Bressoux (Luik).
- 5 september: Maximumtemperatuur 29,2 °C op de Baraque Michel (Jalhay) en 34,9 °C in Gerdingen (Bree).
- 7 september: Tornado tussen Theux en Eupen. Windkracht 11 Beaufort (144 km/h).
- 22 september: 142 mm neerslag in Geraardsbergen
- 24 september: Maximumtemperatuur 28,5 °C in Rochefort.
- september: September met hoogste gemiddelde minimumtemperatuur: 14,4 °C (normaal 10,8 °C).
- 14 oktober: Maximumtemperatuur 24,6 °C in Ukkel.
- 26 oktober: Storm met wind tot 110 km/h in Ukkel en tot 125 km/h elders in het land.

Bron: KMI Gegevens Ukkel 1901-2003  met aanvullingen 